# Roy Lynes
Roy Lynes (Redhill, 25 novembre 1943) è un tastierista, organista e compositore inglese.
È stato tastierista ed organista della rock band inglese Status Quo negli anni sessanta.

## Biografia
Entrò a far parte degli Status Quo, quando la formazione aveva ancora la denominazione di The Spectres, nel 1965, prendendo il posto dell'organista Jess Jaworski.
Lynes ebbe un ruolo molto importante per tutti gli anni sessanta, compose alcuni pezzi e diede un contributo rilevante nella evoluzione del sound della band, specie dopo il passaggio al genere “rock psichedelico”.
In particolare, a lui si devono i delicati impasti sonori con organo e tastiera che tanto contribuirono alla elaborazione delle tipiche atmosfere trasognate e lisergiche grazie alle quali la band divenne una tra le più apprezzate negli ambienti della musica psichedelica. Il suo contributo più famoso rimane sicuramente quello dato alla incisione del brano Pictures of Matchstick Men, classico psichedelico del 1968.
Tuttavia, nel 1970, gli Status Quo decisero di rivoluzionare il loro modo di fare musica orientandosi verso un più ruvido hard boogie rock, che prevedeva un impatto assai più ridotto delle tastiere.
Approfittando di una relazione sentimentale che aveva intrapreso mentre era in tour con i compagni, lasciò perentoriamente la band e si trasferì in Australia.

## Discografia con Traffic Jam

### Discografia con gli Status Quo
Album di studio
- 1968 – Picturesque Matchstickable Messages from the Status Quo
- 1969 – Spare Parts
- 1970 – Ma Kelly's Greasy Spoon

Album dal vivo
- 2010 – Status Quo Live at the BBC